# 黃樹根
黃樹根（1947年6月21日—2010年9月27日），早期以「林南」為筆名。高雄市人，台灣本土派的重要詩人。擔任國小教師，1993年退休。曾與朋友黃勁連、羊子喬等人創立「主流詩社」，後來成為笠詩社與台灣筆會的成員。新詩、散文與小說皆有寫作，著有《台灣悲歌》、《同款的夢》、《夜空下》、《育愛手札》、《黑夜來前》、《讓愛統治這塊土地》、《獨裁者最後的抉擇》、《從島民到國民》、《傷痕》、《傷慟之樹》等書。其作品具有政治批判性，被稱為「鐵血講人」。曾榮獲1986年吳濁流文學獎佳作、2007年鳳邑文學貢獻獎等。。